# Oberreintal (Bayern)
Das Oberreintal ist ein entlegenes Hochtal im mittleren Wettersteingebirge im südlichen Bayern an der Grenze zu Tirol in Österreich. Wegen seiner erschwerten Zugänglichkeit zählt es zu den abgeschiedensten Bereichen der Bayerischen Alpen. Es ist ein Naturwaldreservat und gehört zur Gemeinde Garmisch-Partenkirchen.

## Lage, Zugang, Beschreibung
Das Oberreintal liegt im mittleren Wettersteingebirge nördlich des Wettersteinkamms und ist ein nach Norden offenes, kesselförmiges Kar unterhalb der Dreitorspitz-Westflanke. Nach Osten ist das Tal durch die Dreitorspitze mit ihren Nebengipfeln Oberreintaldom, Unterer und Oberer Berggeistturm begrenzt. Im Süden des Tals liegt der Wettersteinkamm mit dem Gipfeln Schüsselkarspitze, Scharnitzspitze, Oberreintalschrofen und Hundstallkopf. Die Zunderköpfe und der Zunderkamm bilden die Westseite des Tals. Am Nordrand fällt der Karboden über eine Steilstufe zum (unteren) Reintal ab, von dieser Steilstufe reicht der Wald zungenförmig bis zum Karboden in eine Höhe von ca. 1500 m hinauf.
Das Oberreintal ist nicht durch Straßen erschlossen und kann nur zu Fuß erreicht werden. Der Weg beginnt in Garmisch-Partenkirchen am Olympiastadion und führt durch die Partnachklamm und dann an der Partnach entlang ins Reintal. Kurz vor der Bockhütte zweigt der Weg links (nach Süden) ab und führt über eine Steilstufe zum Oberreintal hinauf. Insgesamt beträgt die Wanderzeit, um in das Oberreintal zu gelangen, ca. 5 Stunden. Am Beginn des Oberreintals steht eine Pforte aus unbearbeiteten Latschenzweigen, die den Eingang symbolisiert, sie ist ein häufig photographiertes Objekt. Sie wurde 1984 von Bartl Schweizer und Freunden gezimmert und wird von Kletterern liebevoll „Pforte ins Paradies“ genannt.
Das Oberreintal ist ein fast kreisrunder Felskessel, der von hohen Bergen umschlossen ist und tief unter dem Grat des Wettersteinkamms liegt. Die umgebenden Gipfel sind der gewaltige Oberreintaldom (2371 m) und dessen Nordwand, der Untere Berggeistturm (ca. 2000 m), der Obere Berggeistturm (2250 m), der Untere Schüsselkarturm (2200 m), der Obere Schüsselkarturm (2350 m), die Schüsselkarspitze (2555 m), die Oberreintalköpfe (der höchste misst 2260 m), der Oberreintalturm (2027 m) und die Zundernköpfe (der höchste misst 2264 m). Der Oberreintaldom ist der im Tal dominante Berg, der seinen Namen den markanten, großen Pfeilern seiner Nordwand verdankt, die an eine Kathedrale erinnern. Der Untere Schüsselkarturm ist der zweite, sehr markante Berg des Tals. Bei den Oberreintalköpfen handelt es sich um mehrere Gipfel, die sich in Nord-Süd-Richtung zwischen Oberreintalturm und Oberreintalschrofen erheben.

## Geologie, Naturwaldreservat
Das Gebiet ist zumeist einheitlich aus Gesteinsserien der alpinen Trias aufgebaut. Es enthält Muschelkalk, Partnachschichten und Hauptdolomit als Sockelgesteine und den bei weitem vorherrschenden Wettersteinkalk als Gipfelbildner. Punktuelle Vorkommen kreidezeitlicher und pleistozäner Ablagerungen ergänzen das Bild. Der Wettersteinkalk wurde glazial stark zerschnitten, sodass Risse und Klüfte das Gebiet prägen, auch Karst ist ausgeprägt. Im langjährigen Mittel (1951–2018) liegen die Lufttemperaturen bei etwa 5,8 Grad Celsius und der Niederschlag bei etwa 1907 Millimetern. An etwa 44 Tagen im Jahr liegt die nutzbare Feldkapazität der Böden unter 30 % und verursacht bei den Pflanzen daher Trockenstress.
Durch die alpine und die subalpine Höhenstufe ist der Anteil an Schutt und Fels mit beinahe 50 % der Gesamtbiotopfläche sehr hoch und damit auch der dafür typische magere Bewuchs. Diese Schotterflure können von den höchsten Lagen bis zu Lagen in 1200 m ü. NN reichen. Alpine Rasen nehmen mit rund einem Viertel der Gesamtbiotopfläche einen beachtlichen Anteil ein. Von den Waldgebieten entfällt etwa die Hälfte auf Latschengebüsch, die andere auf lichten Wald.
Die Waldteile von der Waldgrenze bis zur Steilstufe in das Reintal sind ein geschütztes Naturwaldreservat und umfassen 7,1 ha. Der Wald ist mehrschichtig, ungleichaltrig und mit lichtem Kronenschluss aufgebaut. Es gibt aber auch Wiesen und Freiflächen. An Standorten mit viel Steinschutt und Felsbrocken dominieren Fichten; Zirben und Bergahorn gibt es nur zu geringeren Anteilen. Der Bergahorn kommt in einer beidseitig offenen Mulde in der Mitte des Reservats vor, während Zirben die hochgelegenen Ränder bis zum Latschenkiefergürtel besiedeln. Da keine Straßen ins Tal führen, ist es wenig erschlossen und noch sehr naturnah. Es zählt zu den wenigen großen, naturnahen Landschaften der Bayrischen Alpen.

## Geschichte
Bis 1850 wurde das Oberreintal vor allem von Schmugglern frequentiert, die das Schmuggelgut über die Oberreintalscharte vom bayrischen Reintal in das tirolerische Leutasch und zurück trugen. Selbst Bauern kamen selten in das Tal, da es über keine Almen verfügt, meist waren es Schafhirten mit ihrer Herde, die sich im Tal aufhielten. Um 1857 wurde der Oberreintalschrofen zum ersten Mal bestiegen, die Besteiger mussten sich den Weg ins Tal aber noch über Schmugglerpfade suchen, da erst 1860 die ersten Holzabfuhrwege ins Reintal gebaut wurden.
Die ersten Beschreibungen gehen auf Hermann von Barth zurück, der ab 1871 das Wettersteingebirge durchwanderte und damit auch in das Oberreintal kam. Er gab 1874 eine große Beschreibung der von ihm besuchten Täler und bestiegenen Berge heraus und veröffentlichte diese unter dem Titel Aus den nördlichen Kalkalpen.
Die Sektion Garmisch-Partenkirchen des Deutschen und Oesterreichischen Alpenvereins wurde 1887 gegründet, in den folgenden Jahrzehnten wurde das Oberreintal für diese Sektion wichtig. 1892 wurde der große Hundsstallkopf von J. Mainzer und J. Dengg erstbestiegen. Heinrich Schwaiger brachte 1893 den ersten Wettersteinführer heraus, in diesen beschrieb er das Oberreintal als ein „großartige Felsenreiche“, 1901 erschien bereits eine zweite, erweiterte Auflage. Das Oberreintal wurde danach so bekannt, dass es erste Überlegungen gab, eine Hütte im Tal zu bauen, um Wanderern und Kletterern eine Übernachtungsmöglichkeit zu bieten. Gesuche für einen Hüttenbau gingen bereits 1898 und 1907 ein, es sollte allerdings noch bis 1921 dauern, bis die Hütte tatsächlich gebaut wurde.
Am 4. Januar 1900 wurde das Alpenkränzchen „Berggeist“ von Oberreintal begeisterten Mitgliedern des Sportclubs „Terra Pila “gegründet. Der Obere und der Untere Berggeistturm erhielten später ihre Namen von dieser Vereinigung.
1897 fand die erste ernsthafte Kletterei statt: der „Teufelsgrat“ (UIAA III), der markante Gratübergang vom großen Hinterstallkopf zum Hochwanner, wurde erstbegangen. Damit begann eine Ära der Erstbesteigungen: 1899 erhielt der Hundsstallkopf zwei neue Anstiege, 1900 wurde erstmals der Gipfel des Nördlichen Zundernkopfes erreicht, 1907 wurde der Nordgrat (UIAA III) am Nördlichen Zundernkopf begangen sowie der Nordgrat zum Mittleren Zundernkopf (UIAA III+), beides gelang H. Burmester. 1908 bestiegen Anton Schmid und Anselm Barth erstmals den Oberreintalturm über seine Nordkante und den darunter liegenden Kamin, dieser heißt heute „Schmid-Barth-Kamin“ (UIAA IV). 1909 wurde auch der obere Schüsselkarturm erstbestiegen. Der Oberreintaldom wurde 1909 von Anton Schmid mit seinem Seilpartner Behrendt erstmals über den Westgrat bestiegen.
Die Zugänglichkeit des Tals wurde ebenfalls verbessert: 1911 wurde ein neuer Steig von der Bockhütte zum Oberreintal und zum Schachen angelegt und 1912 ausgebaut und an einigen Stellen mit einem Drahtseil gesichert. Ab 1922 hatte die Anzahl der Besucher deutlich zugenommen, dass lag vor allem an der Errichtung der Oberreintalhütte, die Bergsteigern eine Übernachtung anbot.
Nach dem Ersten Weltkrieg nahm die Anzahl der Besteigungen von Gipfel und Wänden rapide zu, so wurde der Ostpfeiler am Oberreintalturm und die Südwand des Oberen Berggeistturms erstbegangen. Besonders hervorzuheben ist Michl Schober, der 1938 vier hochkarätige Erstbegehungen und 1939 nochmals zwei Erstbegehungen durchführte. Viele dieser Routen sind auch heute noch häufig begangene Klassiker. An der Westseite der Schlüsselkarspitze ereignete sich 1934 während eines Wettersturzes der bis heute schlimmste Unfall beim Klettern: sieben Bergsteiger in drei Seilschaften bestiegen über den Westgrat die Schüsselkarspitze und starben beim Versuch im strömenden Regen abzusteigen durch Unterkühlung. Sie wurden erst nach Tagen gefunden, nachdem auch noch Schnee gefallen war.
Viele der Kletterer aus der Vorkriegszeit waren im Krieg gefallen, wie z. B. Michl Schober. Eine neue, sehr junge Generation von Kletterern gelangte nach dem Zweiten Weltkrieg ins Oberreintal. Diesen gelangen immer schwerere Touren, wie z. B. 1947 die Südwestwand (UIAA VI+) durch Dieter Cukrowski und Lothar Döllein. Nachdem 1948 die Grenze gesperrt wurde, standen deutschen Kletterern wieder nur die wenigen deutschen hochalpinen Gegenden zur Verfügung. Die Folge war eine Überfüllung des Tales und der Hütte. 1949 verzeichnete die Oberreintalhütte 3500 Übernachtungen und kam damit an die Kapazitätsgrenzen. Daher wurde 1950 ein Erweiterungsbau der Hütte beschlossen und eine Wasserleitung zur Hütte verlegt. Letztendlich wurde die Erweiterung nicht durchgeführt, da die Grenzen wieder offen waren und dadurch die Übernachtungszahlen stark sanken.
1962 werden in Touren im Oberreintal zum ersten Mal Bohrhaken gesetzt, erstmals nur zum Abseilen: in der Oberreintalturm-Westschlucht und auf der Südseite des Unteren Berggeistturms wurden die ersten eingebohrt. In den 1970igern bricht auch im Oberreintal die Sportkletterära an: 1976 wurde das erste Mal mit „EBs“, der ersten Form moderner Kletterschuhe, im Tal geklettert und die ersten Touren werden „rotpunkt“ geklettert. Die Leistungsexplosion beim Klettern erreichte auch das Oberreintal und 1982 wurde das Jahr der Erstbegehungen von zahlreichen Touren im 7. und 8. Grad UIAA: inzwischen berühmte Routen wie die Heiße Nummer (UIAA VII) am Oberreintalturm oder Niemandsland (UIAA VII) am Unteren Schüsselkarturm sind erwähnenswert. Die Erschließung von schwierigen Neutouren geht 1983 weiter.
Naturschutz wurde ebenfalls wichtig und Anfang der 1980er Jahre wurden Ahornbäume im Oberreintal gepflanzt, um mehr Artenvielfalt in das Tal zu bringen und kahle Bereich wieder aufzuforsten. Allein 860 Bäume wurden von Franz Hofmann gekauft, gesetzt und eingehegt. Er hat dafür 1992 den Umweltpreis der Bayrischen Landesstiftung erhalten. Die Oberreintalhütte wird ab 1985 von einem Hubschrauber versorgt und erstmals gibt es eine Hüttenwirtin, Sieglinde Hornemann. 1988 stürzte ein Hubschrauber ab und neun Menschen starben.
Durch besseres Klettermaterial und bessere Trainingsmöglichkeiten steigern sich die Fähigkeiten der Kletterer und immer schwere Routen werden eröffnet. Von 1985 bis 1997 werden praktisch alle Wände bestiegen und Klettermöglichkeiten ausgeschöpft. Die Anzahl der Routen immer Oberreintal vervielfacht sich. 1989 begann Pit Schubert mit der Sanierung von Routen, indem er sie mit neuen sicheren Bohrhaken ausrüstete. Aber auch in anderer Hinsicht wird Klettergeschichte geschrieben: Stefan Glowacz gelang an einem Tag die „Gonda“ und die „Brandler“ am Dom sowie die „Sepperlverschneidung“ am Unteren Berggeisttum solo und rotpunkt. 1993 wurde auch die Route „Heidi“ von der Familie Hillmaier eröffnet, um an ihre Schwester und Tochter zu erinnern, die im Jahr zuvor an der Petit Dru durch Steinschlag verunglückte. Diese Route gehört auch heute noch zu den beliebtesten im Tal. Routen in den oberen Schwierigkeitsgraden wie „Ois Tschikago“ (UIAA VII+) und „Sakramento“ (UIAA VIII-) am Unteren Schüsselkarturm wurden 1997 eröffnet.

## Schutzhütte

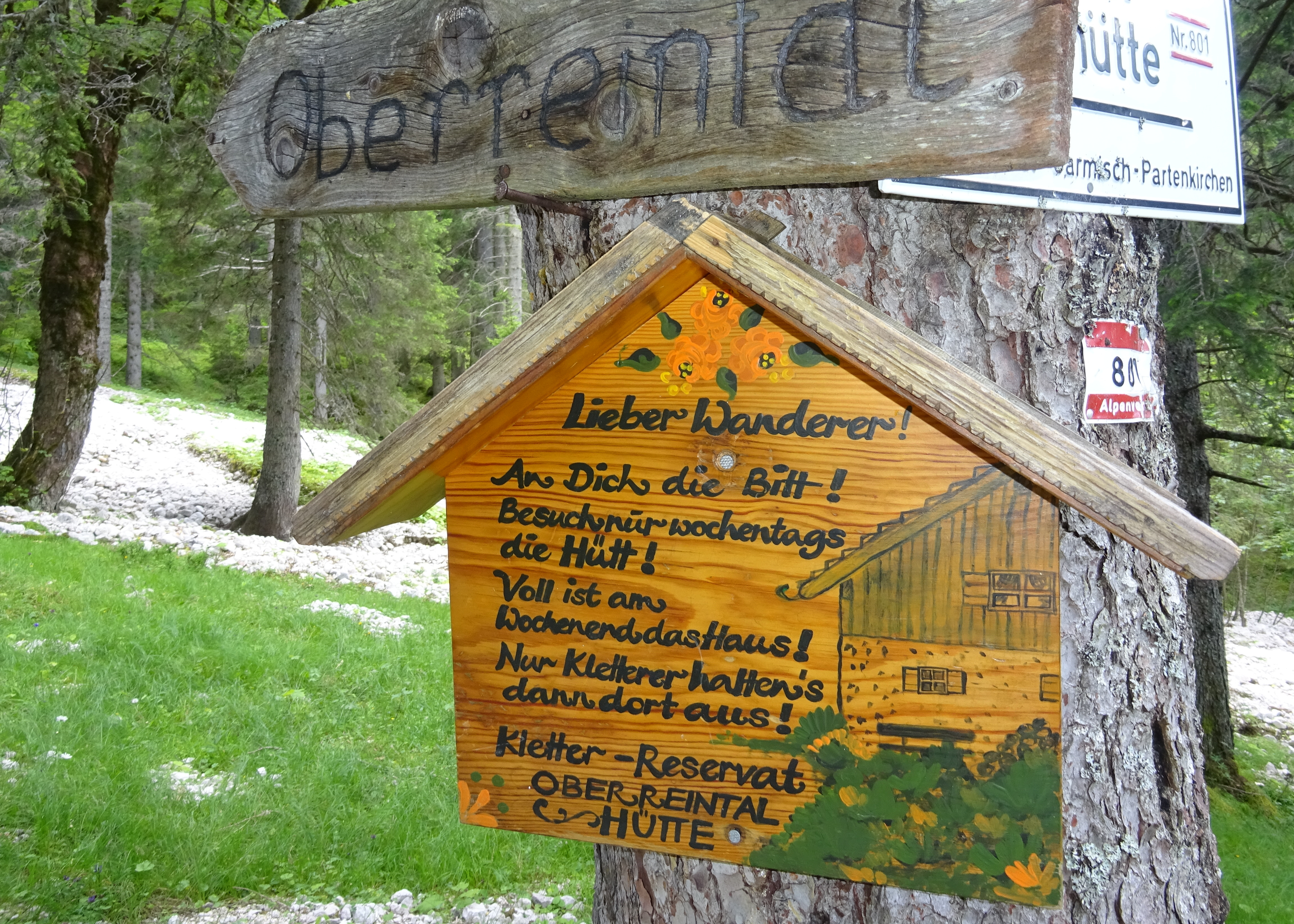
Freundliche Bitte an Wanderer, am Wochenende von einem Besuch abzusehen

Im Karboden befindet sich die Oberreintalhütte, eine Selbstversorgerhütte der Sektion Garmisch-Partenkirchen des Deutschen Alpenvereins, die vor allem von Kletterern besucht wird. Sie besteht seit 1922 und ist einfach ausgestattet; so gibt es weder Telefon noch Internet und auch keine Bewirtung. Lebensmittel müssen selbst mitgebracht werden, aus denen die Hüttenwartin ein gemeinsames Abendessen bereitet. Seit 1994 verfügt die Hütte über eine Solaranlage zur Stromerzeugung, eine kleine Wasserturbine mit Stromspeicher und seit 2000 über eine Komposttoilette. Zähne geputzt wird an einer offenen Waschstelle, geduscht wird im Freien. Auf dem Weg zu dieser vor allem von Kletterern frequentierten Hütte warnen Tafeln die Wanderer humoristisch vor einem Besuch am Wochenende, weil diese dann hauptsächlich von Kletterern besetzt ist.

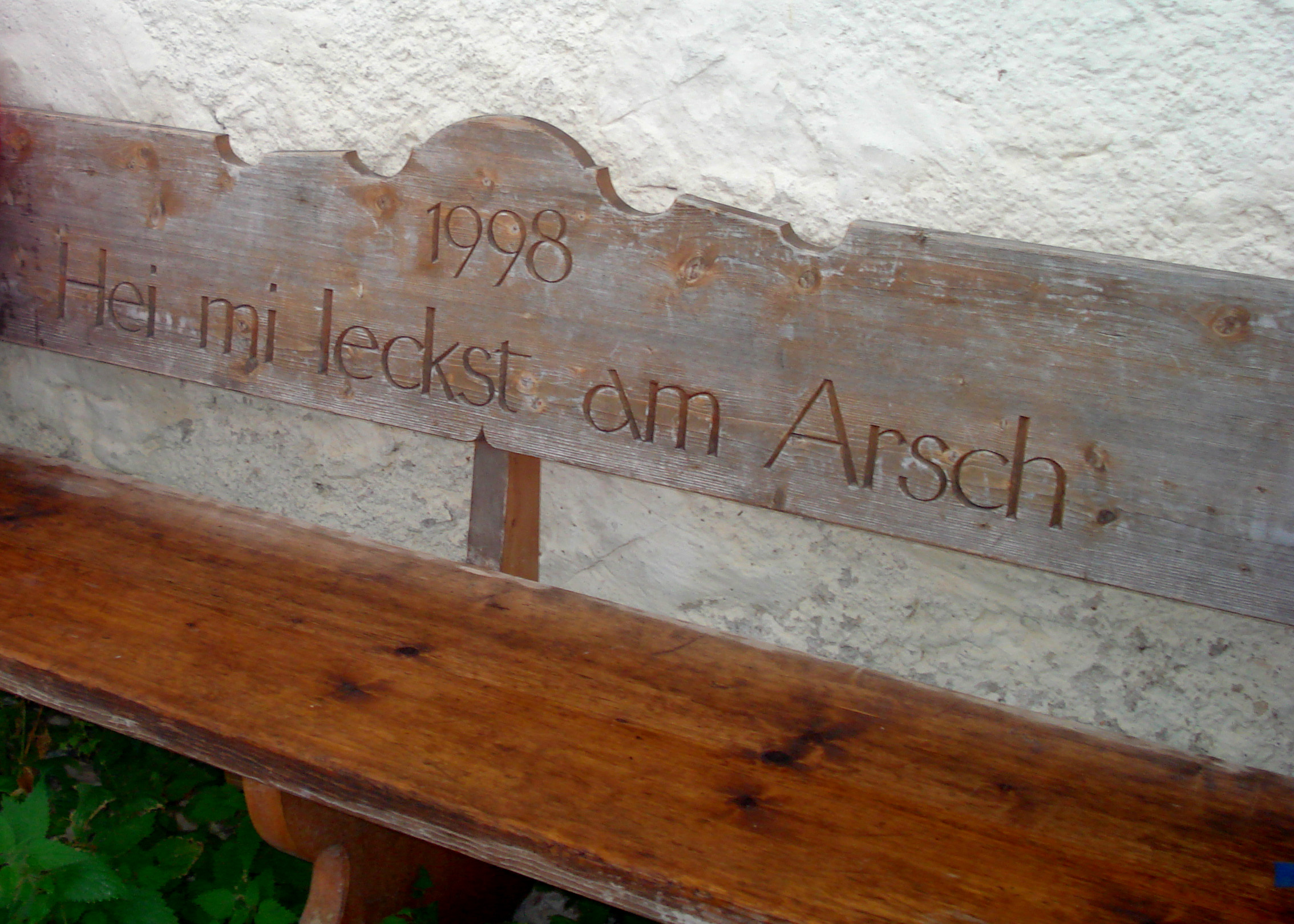
Bank vor der Oberreintalhütte mit dem „Oberreintalgruß“

Die Hütte wird auch Franz-Fischer-Hütte genannt, zu Ehren des beliebten Hüttenwirts Franz Fischer, er führte die Hütte von 1934 bis 1939 und von 1948 bis 1953. 1928 kletterte Fischer eine Tour am Oberreintalturm und tat am Ausstieg vor lauter Freude über die gelungene Begehung einen Schrei: „Hei, mi leckst am Arsch!“ Anderl Heckmair (Erstbegeher der Eiger-Nordwand), der an einem nahe gelegenen Gipfel des Zunderkopfes ebenfalls gerade ausstieg, rief zurück: „Und du mi aa!“. Damit, so will es die Legende, war der bis heute gültige Gruß und Schlachtruf des Oberreintals geboren: „Hei, mi leckst am Arsch!“, auf den man mit „und du mi aa“ antwortet. Der Oberreintalgruß ist in der Bank vor der Hütte verewigt.

## Klettergebiet
Das Oberreintal wird vor allem von Kletterern besucht, da die unzähligen Wände rund um das Tal über 300 Touren in unterschiedlichen Schwierigkeitsgraden bieten (Stand 2010). Ausgangspunkt für die Touren ist die Oberreintalhütte, die an schönen Sommertagen fast vollständig von Kletterern belegt ist.
Große alte Klassiker der Klettertouren sind:

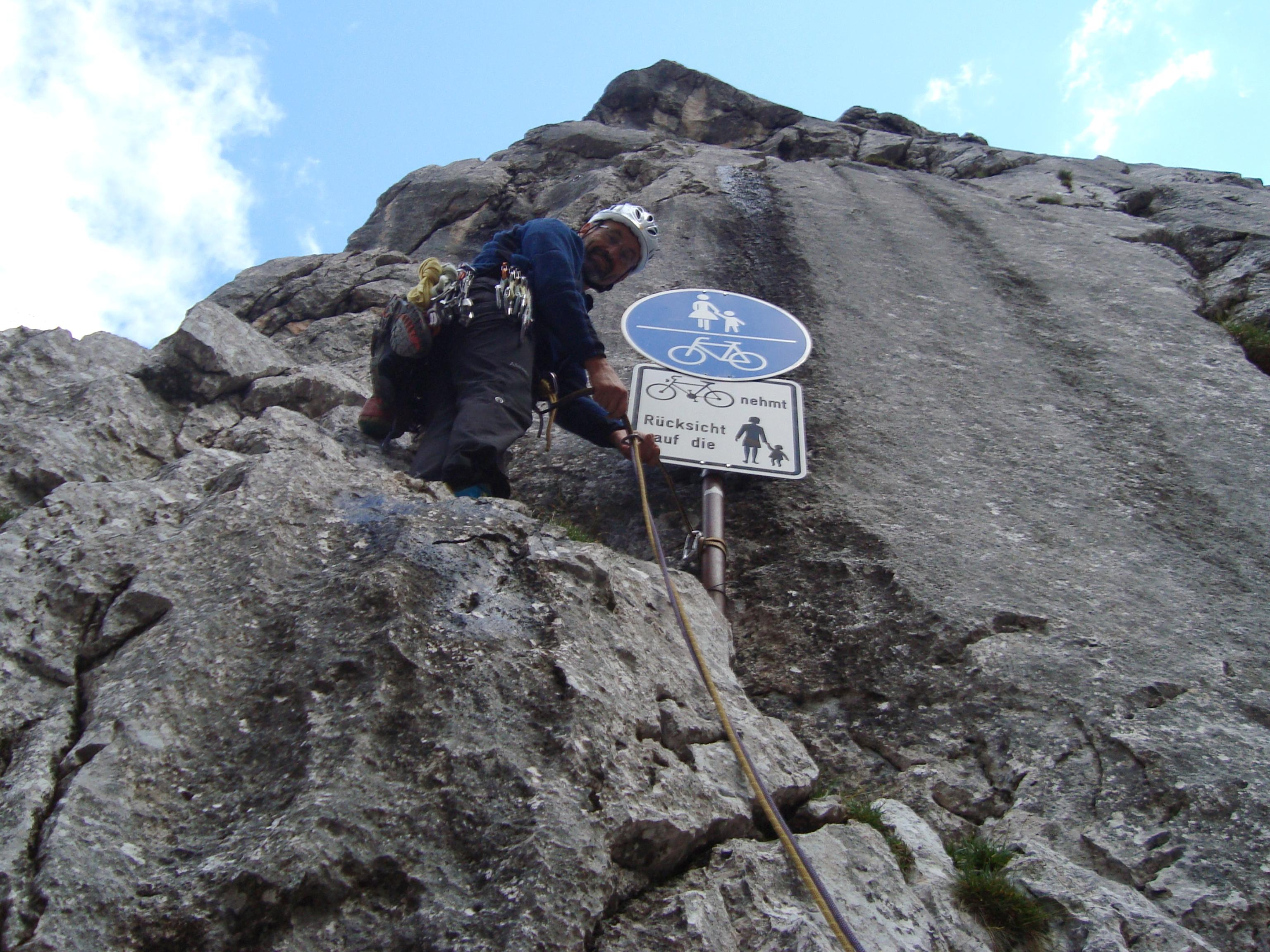
Schild am Einstieg der Fahrradlkante

- die Fahrradlkante (UIAA 5-, 290 m) am Oberreintalturm, 1920 erstbegangen von Emil Solleder und Georg Hausmann. Eine 100 Jahre alte Tour, die auch heute noch alpine Erfahrung und Können voraussetzt.[27] Damals hieß sie noch Südwestkante.[28] Nachdem 1965 ein Fahrrad neben der 5. Seillänge montiert wurde, wurde sie in Fahrradlkante umbenannt. Später wurde in der 1. Seillänge ein Straßenschild für Fahrradwege angebracht, mit diesen beiden Objekten wurde sie zur bekanntesten Tour des Tales.[29]
- der Nordgrat am Oberen Schüsselkarturm, erstbegangen von Willo Welzenbach und Kurt Wien
- die Nordwestwand (UIAA 6, 370 m) am unteren Berggeistturm, auch „Gelbes U“ genannt, erstbegangen 1928 von Leo Rittler und Toni Schmid.[30] Toni Schmid ist einer der Erstbegeher der Matterhorn-Nordwand.[31]
- die Herbst/Teufel (UIAA 6-, 280 m) des Unteren Schüsselkarturms, 1935 erstbegangen von A. Herbst und H. Teufel.[32]

Wesentliche Routen in mittleren Schwierigkeiten sind:
- die Nordverschneidung am Oberreintaldom (UIAA 6+, 270 m), erstbegangen 20. Juli 1952 von dem Sachsen Karlheinz Gonda und Hans Hackel. Die selbst abzusichernde, auch Gonda genannte Tour ist ein Paradebeispiel sächsischer Kletterkunst in den Alpen.[33]
- die Schober (UIAA 6+, 300 m) am Unteren Schüsselkarturms, erstbegangen 7. Oktober 1938 von Michl Schober und Karl Münch.[34] Auch diese Route hat eine Besonderheit: eine Bank in Wandmitte. Schober ist zwei Jahre nach dieser Erstbesteigung noch jung im Krieg gestorben.[35]
- die Brych (UIAA 6+, 310 m), am Oberreintalturm, erstbegangen 1947 von M. Brych und W. Fischer.[36]

Wesentliche Touren in den oberen Schwierigkeitsgraden sind:
- die Sonntagsarbeit (UIAA 7-, 300 m) am Oberreintalturm, erstbegangen am 15. August 1994 von Hans Bader und Wolfgang Henke.[37]
- die Heidi (UIAA 7+, 245 m) am Oberreintalturm, erstbegangen 22. August 1993 von Hubert und Christian Hillmaier, zum Gedenken an Heidi Hillmaier, die am Montblanc durch einen Felssturz ums Leben kam.[36]
- die Ois Tschikago (UIAA 7+/8-, 320 m) am Unteren Schüsselkarturm, erstbegangen am 20. August 1994 von Robert Heiland und Stephan Reindl. Der Routenname ist bairischer Dialekt und bedeutet „Alles in Ordnung“.[38]
- die Take Five (UIAA 9-, 350 m) am Unteren Berggeistturm, erstbegangen am 7. September 2002 von Karin Port und Michael Hoffmann. Diese Route ist die zur Zeit schwierigste alpine Sportkletterroute mit klassischem Charakter im Tal.[39]

Oberreintal
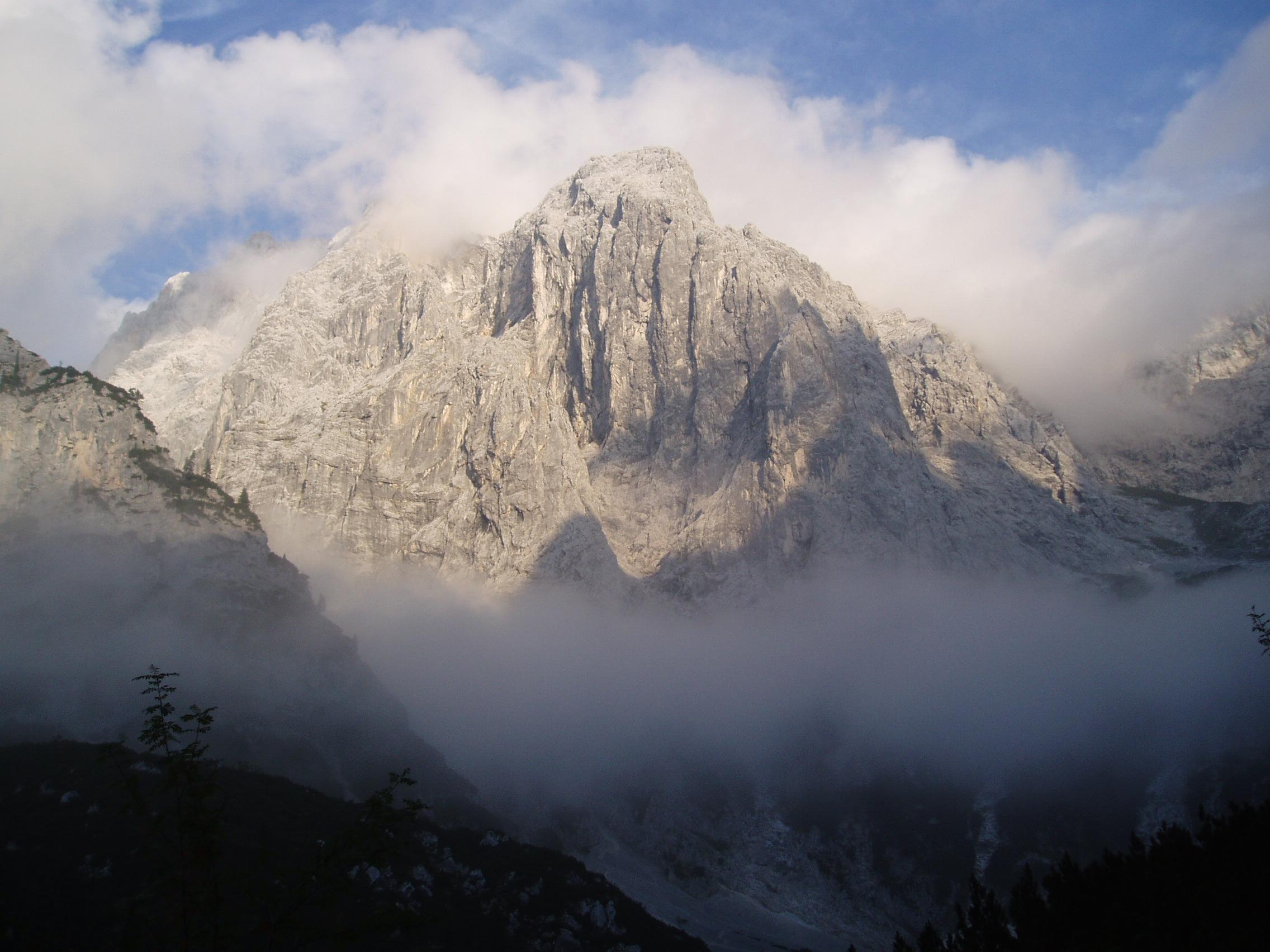
Oberreintaldom
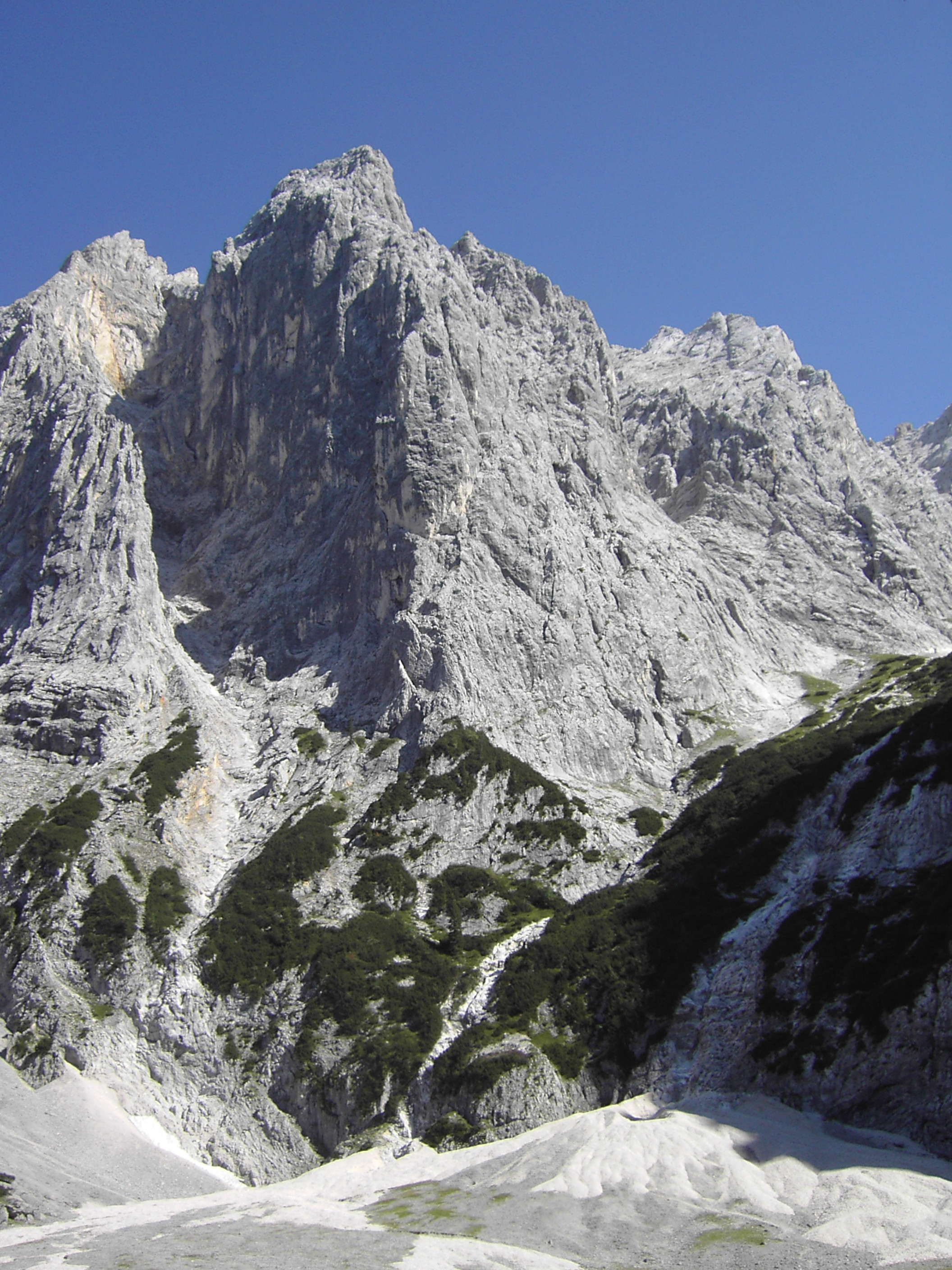
Oberreintaldom
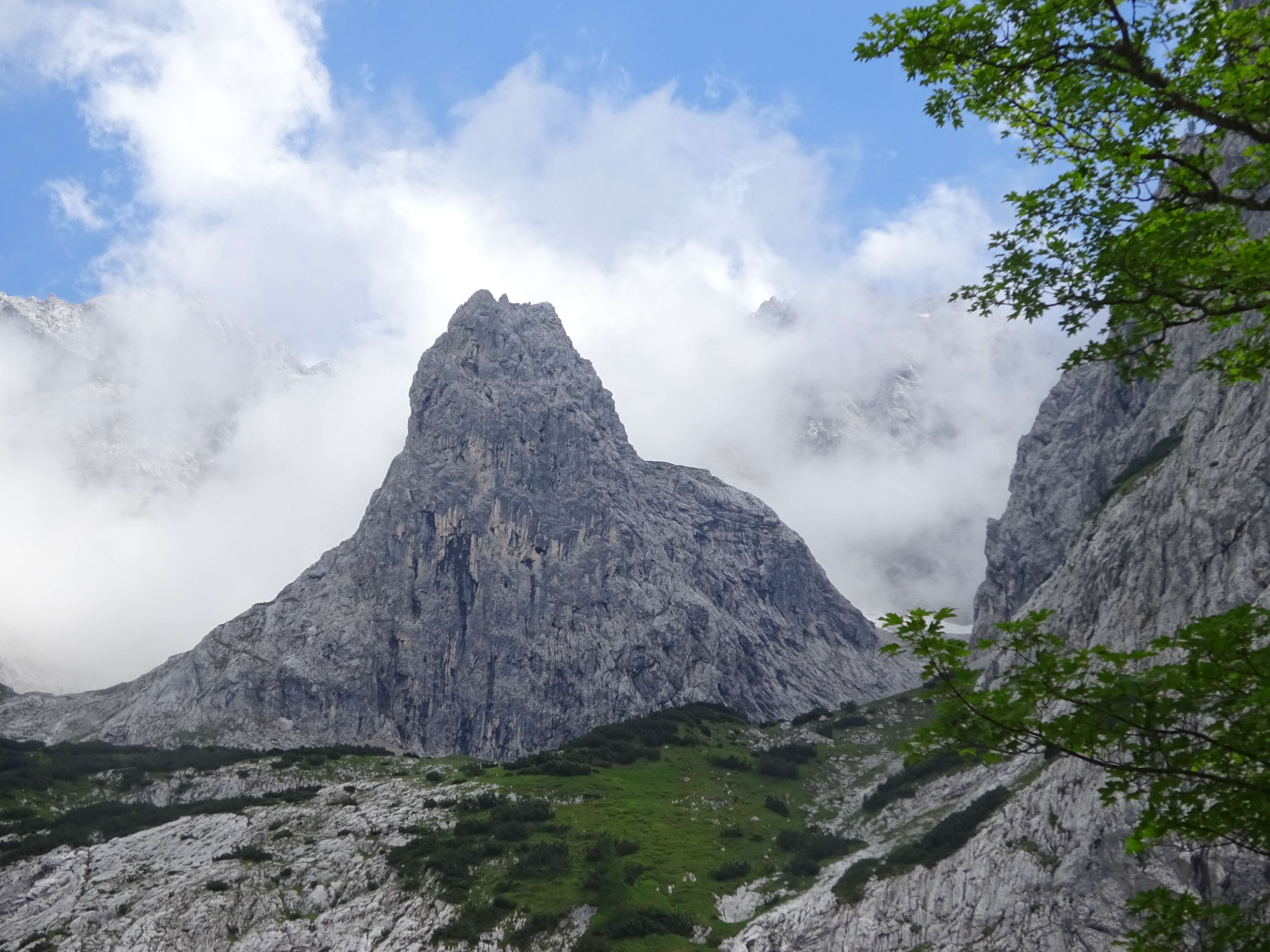
Unterer Schüsselkarturm
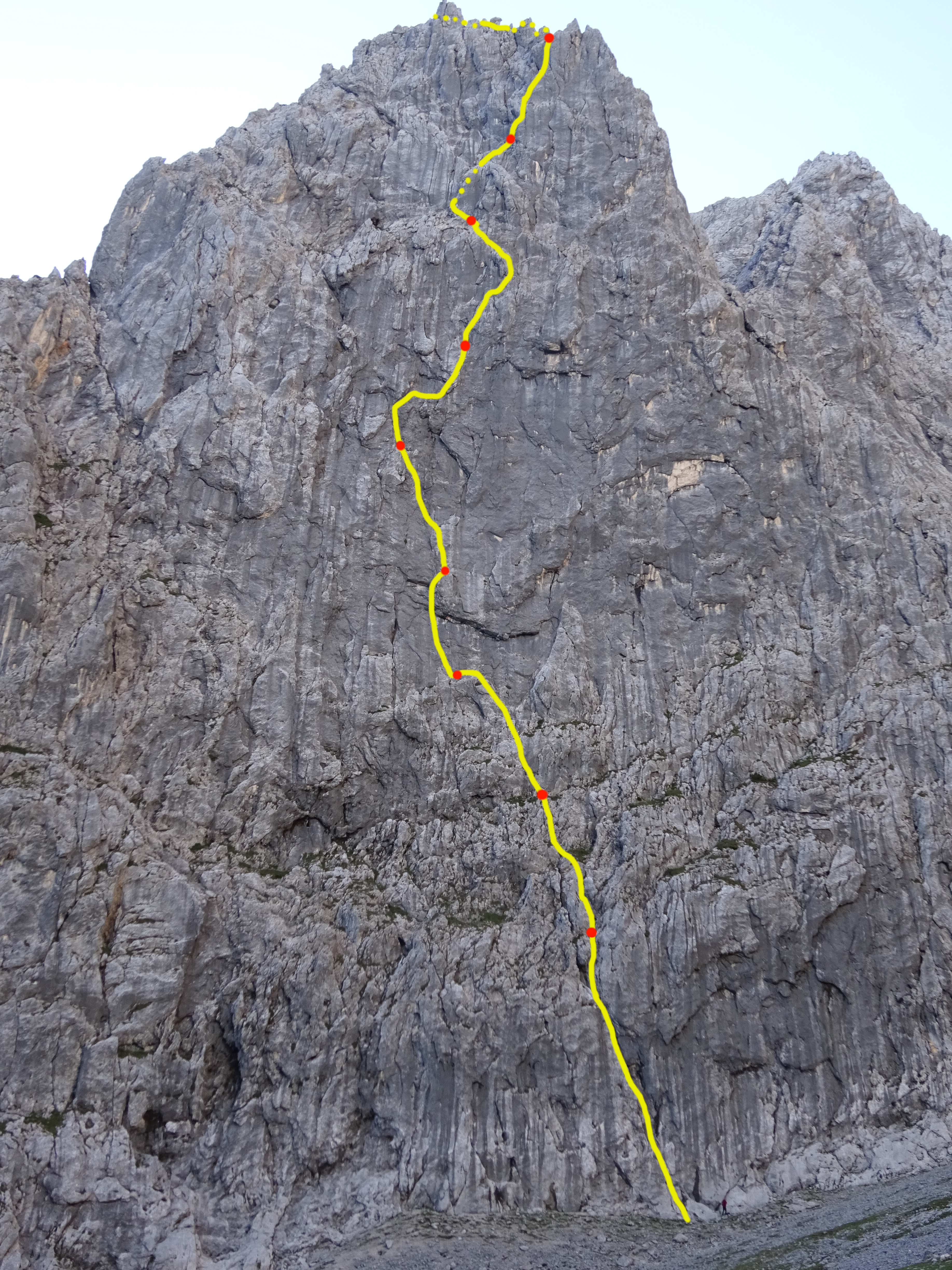
Oberreintalturm mit Kletterroute „Brych“
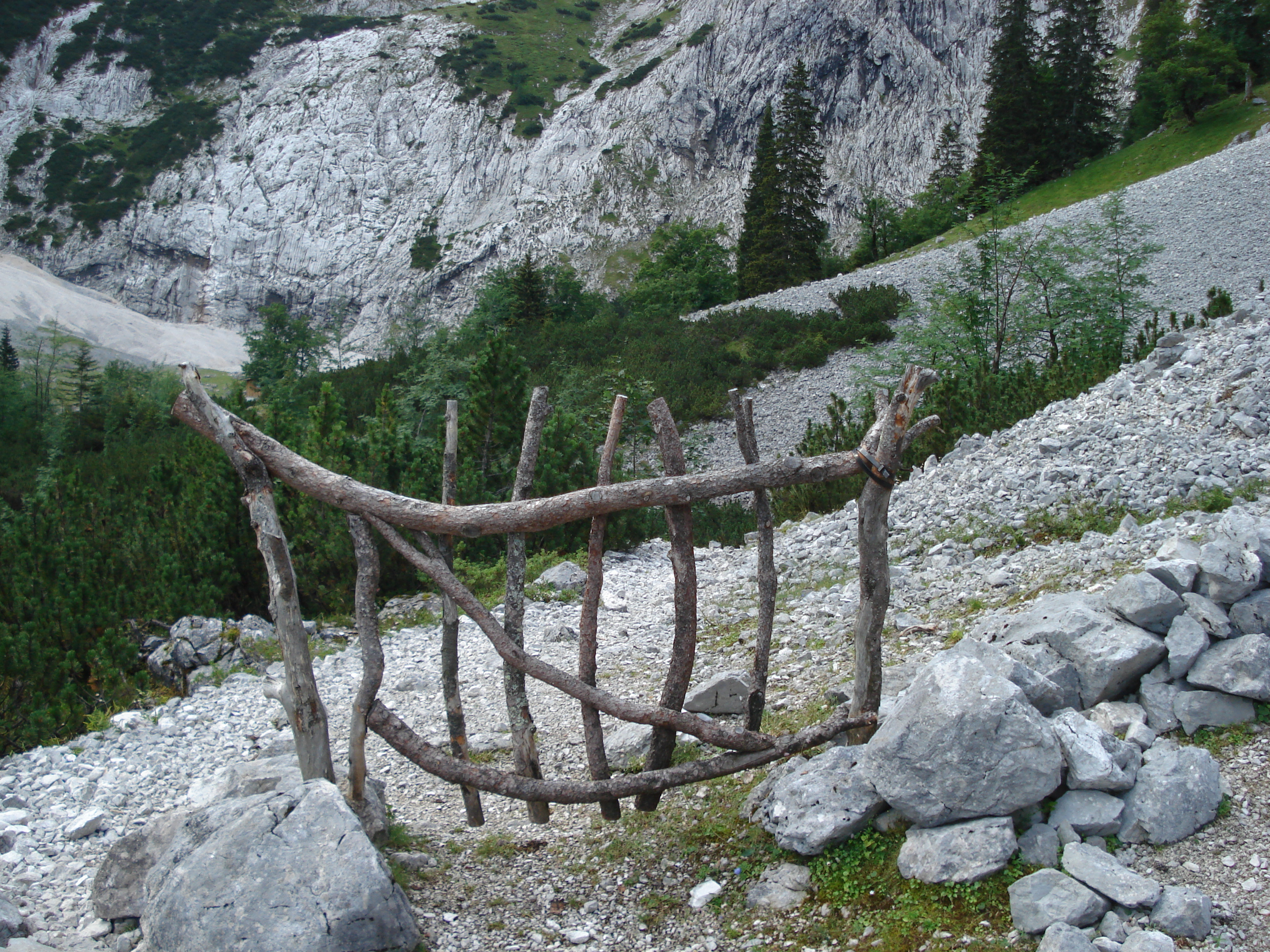
Pforte ins Oberreintal

## Trivia
1965 hatte der damalige Hüttenwart der Oberreintalhütte Sepp Dengg die Idee für ein Fahrradrennen im Karboden. Dazu wurde ein Fahrrad bis zur Hütte hoch getragen. Am nächsten Morgen fand über eine kurze Strecke ein Proberennen statt. Der steinige Boden war aber für die damaligen Fahrräder kaum geeignet und bereits nach kurzer Fahrt war diese an einem Felsblock zu Ende, der das Vorderrad massiv verformte. Zwei Wochen später trugen Günter Hell, Franz Parzefall, Hans Bader und Hubert Hillmaier das Rad zum Oberreintalturm und zogen es bis in die 5. Seillänge der Südwestkante. Dort wurde es oberhalb des ausgesetzten Quergangs befestigt und da hängt es noch heute. Seitdem heißt die Kletterroute nur noch „Fahrradlkante“. Jede Seilschaft quert unter dem Fahrrad – und macht wohl ein Foto der inzwischen berühmten Stelle.